# Zell (Zellertal)
Das Winzerdorf Zell ist ein Ortsteil der Gemeinde Zellertal im Donnersbergkreis in Rheinland-Pfalz. Im 18. Jahrhundert hieß der Ort noch Zelle.

## Geographie
Zell liegt in dem nach ihm benannten Zellertal auf etwa 235 m ü. NHN über dem linken Ufer der Pfrimm, eines linken Zuflusses des Rheins, und gegenüber der Einmündung des Ammelbachs. Die Lage am recht steilen Südhang des 285,3 m hohen Osterbergs schützt nach Norden und bewirkt ein ausgeglichenes Klima. Milde Südwestwinde führen zu Steigungsniederschlägen mit ausreichender Bodendurchfeuchtung.

## Geschichte
Seinen Namen verdankt Zell dem aus England stammenden und später heiliggesprochenen Philipp von Zell. Dieser baute zu Anfang des 8. Jahrhunderts an einer alten Wotan-Kultstätte seine Klosterzelle (lateinisch cellula), in der er 756 starb. Urkundlich erwähnt wurden sein Wirken und seine cellula erstmals im Jahre 850.
Philipps Klosterzelle wuchs im Laufe der Zeit zu einer klösterlichen Ansiedlung. Aus dieser entstand im Jahre 975 das Philipps-Stift, dessen gleichzeitig errichtete Stiftskirche vermutlich die älteste der gesamten Pfalz war. Der rege Wallfahrtsverkehr zu ihr begründete den Status einer Propstei, bei der ab 1135 bis in die Reformationszeit hinein zweimal jährlich Markt abgehalten wurde. Am 5. September 1553 wurde das bis dahin katholische Stift durch den nun protestantischen Kurfürsten aufgelöst und der Universität Heidelberg zur Kollektur übergeben. Die Stiftkirche verfiel und verschwand völlig; die Gebeine des hl. Philipp sind seither verschollen. Als die Herrscher der Pfalz nach 200 Jahren wieder zur katholischen Konfession zurückgekehrt waren, verpflichtete Kurfürst Karl Theodor 1745 die Universität Heidelberg, die den gesamten finanziellen Gewinn aus dem aufgelösten Stift erhalten hatte, eine neue Pfarr- und Wallfahrtskirche zu bauen. Dies ist die Barockkirche St. Philipp, die bis heute existiert.
Das Stift wie auch das Dorf Zell wurden im Laufe der Geschichte mehrfach überfallen und geplündert. Die Ungarn kamen in den Jahren 937 und 954. Im Jahre 1622 hatte der Ort unter den Anfangswirren des Dreißigjährigen Krieges zu leiden, 1689 wurde er im Pfälzischen Erbfolgekrieg verheert. Bis Ende des 18. Jahrhunderts gehörte der Ort zur Kurpfalz. 1794 wurde er von Truppen der Französischen Revolution erobert.
Von 1798 bis 1814, als die Pfalz Teil der Französischen Republik (bis 1804) und anschließend Teil des Napoleonischen Kaiserreichs war, war Zell in den Kanton Göllheim eingegliedert, bildete mit dem benachbarten Niefernheim eine Gemeinde und unterstand der Mairie Harxheim. Ab 1816 gehörte Zell mit der gesamten Pfalz zu Bayern. Von 1818 bis 1862 war Zell Bestandteil des Landkommissariat Kirchheim, das anschließend in ein Bezirksamt umgewandelt wurde.

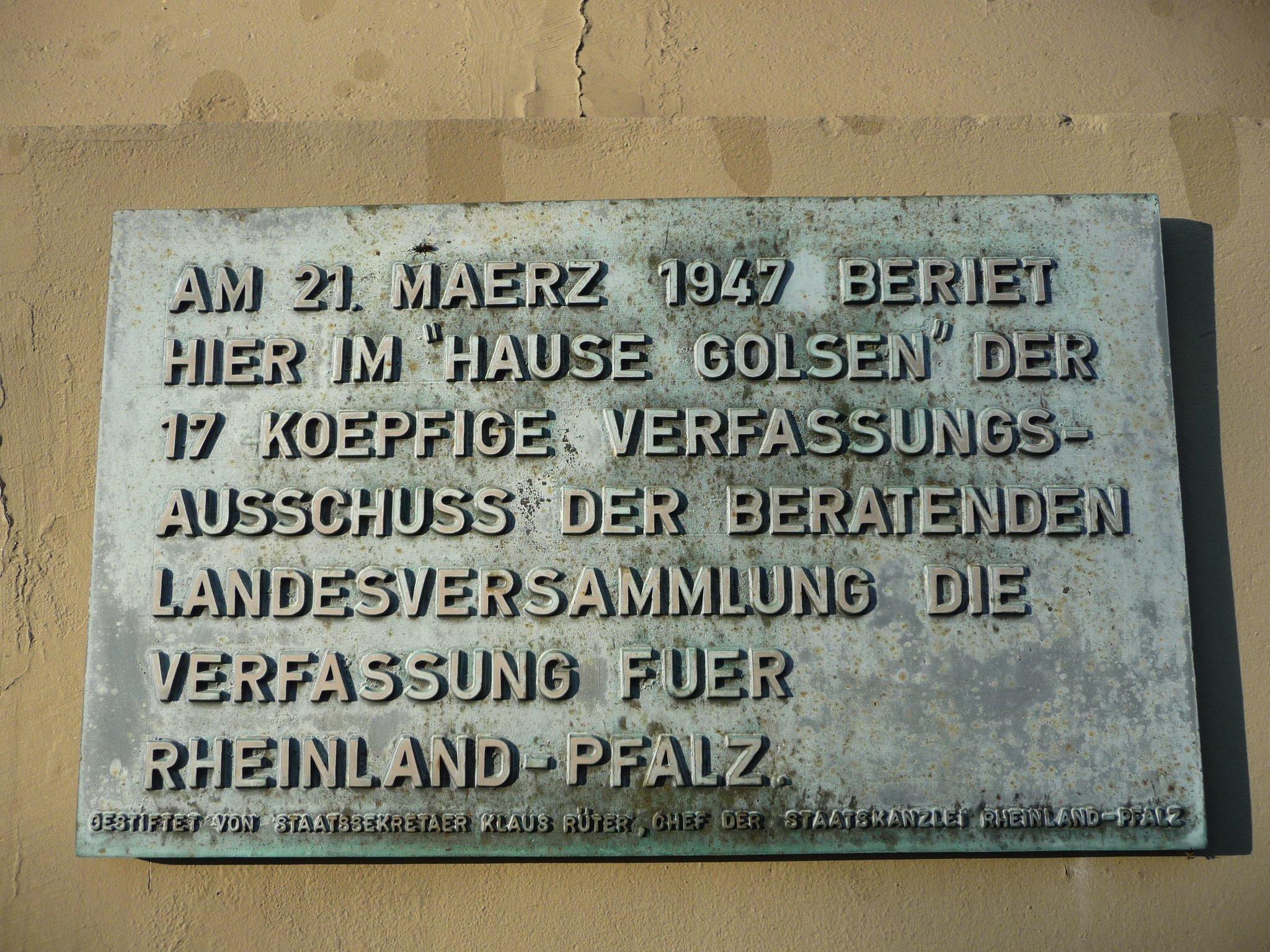
Erinnerungstafel von 1947

1939 wurde der Ort in den Landkreis Kirchheimbolanden eingegliedert. Nach dem Zweiten Weltkrieg wurde Zell innerhalb der französischen Besatzungszone Teil des 1946 neu gebildeten Landes Rheinland-Pfalz. 1947 tagte in der inzwischen denkmalgeschützten Villa Golsen der Verfassungsausschuss der Beratenden Landesversammlung des zu diesem Zeitpunkt jungen Bundeslandes. Im Zuge der ersten rheinland-pfälzischen Verwaltungsreform wechselte der Ort am 7. Juni 1969 in den neu geschaffenen Donnersbergkreis, drei Jahre später wurde er der ebenfalls neu gebildeten Verbandsgemeinde Göllheim zugeordnet. Das Winzerdorf war bis Ende 1975 eine eigenständige Gemeinde; zum 1. Januar 1976 wurde es zusammen mit den Nachbargemeinden Harxheim und Niefernheim zu der neu geschaffenen Ortsgemeinde Zellertal zusammengelegt.

## Religion

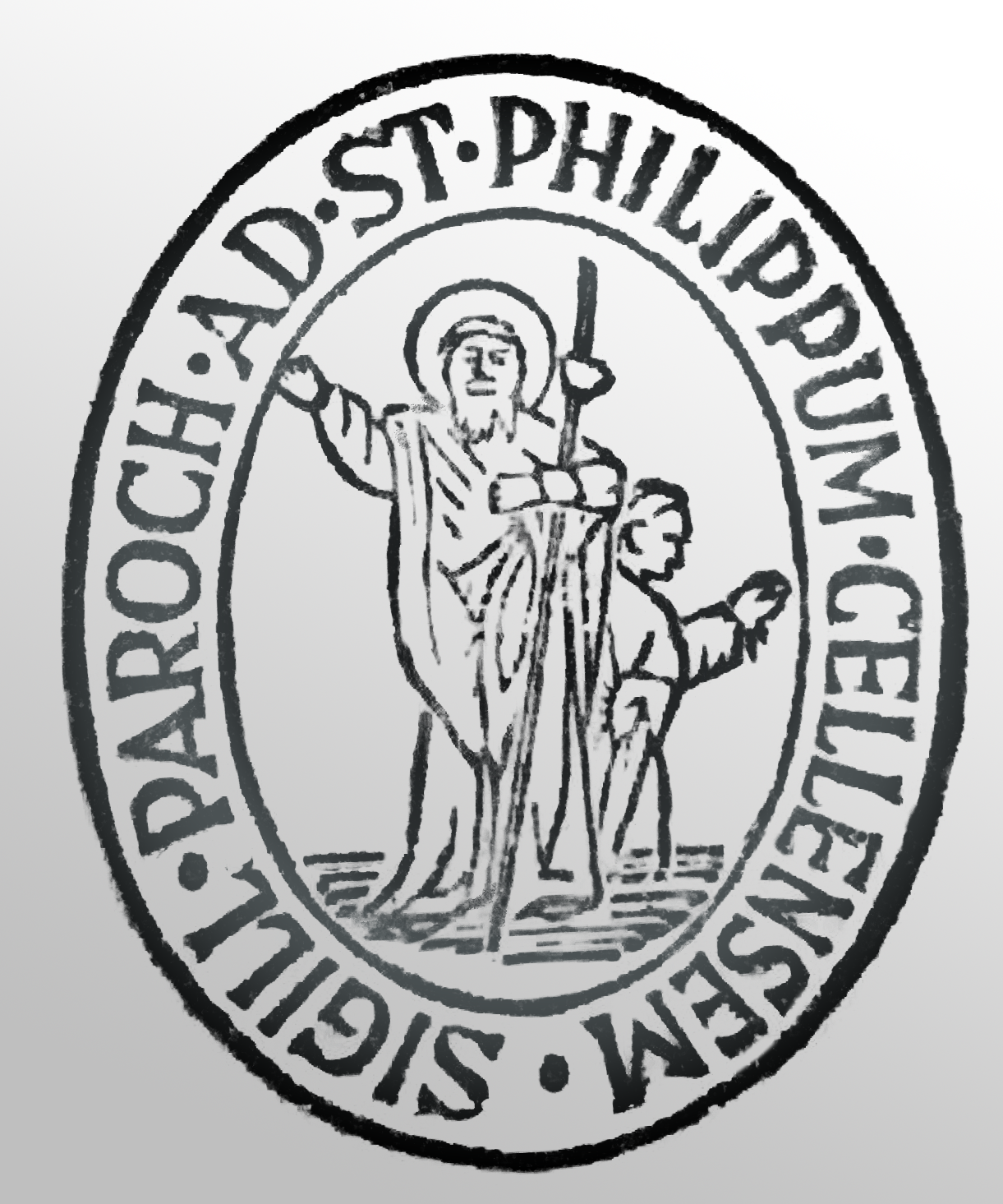
St. Philipp von Zell, ehemaliges Pfarrsiegel

Die Pfarrei St. Philipp von Zell ging aus dem ehemaligen Philippsstift hervor und umfasste die Ortschaften Zell, Einselthum, Harxheim, Niefernheim sowie die Höfe Reitzenmühle und Wiesenmühle als Filialen. Seit 1. Januar 2016 ist Zell Bestandteil der Pfarrei Hl. Philipp der Einsiedler, die ihren Sitz in Göllheim hat.

## Politik
Zell ist als Ortsbezirk ausgewiesen und wird von einem Ortsbeirat und einem Ortsvorsteher politisch vertreten.
Der Ortsbeirat besteht aus fünf Ortsbeiratsmitgliedern, die bei der Kommunalwahl am 9. Juni 2024 per Mehrheitswahl gewählt wurden, und dem ehrenamtlichen Ortsvorsteher als Vorsitzendem. Bis zur Wahl 2019 fand eine personalisierte Verhältniswahl statt, da zwei Wahlvorschlagslisten eingereicht wurden.
Die Sitzverteilung im gewählten Ortsbeirat:
| Wahl | SPD               | FWZ               | Gesamt  |
| ---- | ----------------- | ----------------- | ------- |
| 2024 | per Mehrheitswahl | per Mehrheitswahl | 5 Sitze |
| 2019 | 1                 | 4                 | 5 Sitze |
| 2014 | 1                 | 4                 | 5 Sitze |

- FWZ = Freie Wählergruppe Zellertal e. V.

Georg Schwedhelm (FWZ) wurde am 4. Juli 2024 Ortsvorsteher von Zell. Da bei der Direktwahl am 9. Juni 2024 kein Wahlvorschlag eingereicht wurde, oblag die Neuwahl des Ortsvorstehers gemäß rheinland-pfälzischer Gemeindeordnung dem Ortsbeirat. Dieser entschied sich auf seiner konstituierenden Sitzung für Georg Schwedhelm.
Schwedhelms Vorgängerin Astrid Siegel (FWZ) hatte das Amt im August 2019 übernommen. Zuvor war Raimund Osterroth (FWZ) 15 Jahre Ortsvorsteher gewesen.

## Sehenswürdigkeiten und Kultur
Der Ortskern ist als Denkmalzone ausgewiesen; hinzu kommen insgesamt zehn Einzeldenkmäler.
In der barocken katholischen Philippskirche wird seit 1780 alljährlich am Sonntag nach dem 3. Mai zu Ehren des Kirchenpatrons das Philippsfest gefeiert. Mit einer großen Gedenkfeier wurde 2006 seines 1250. Todestages gedacht.
Westlich von Zell erhebt sich das Naturdenkmal Wodansfelsen.

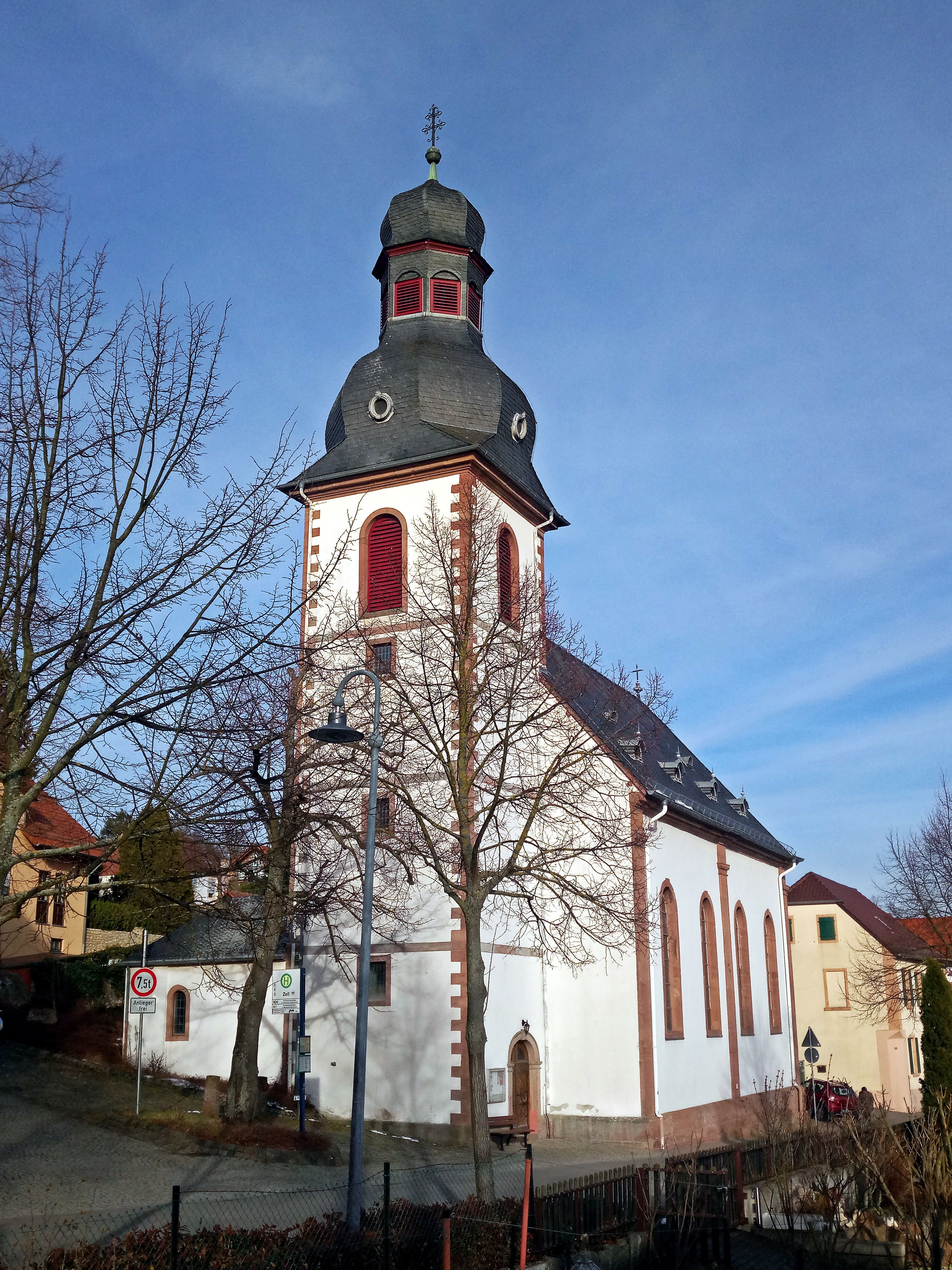
Katholische Pfarr- und Wallfahrtskirche St. Philipp
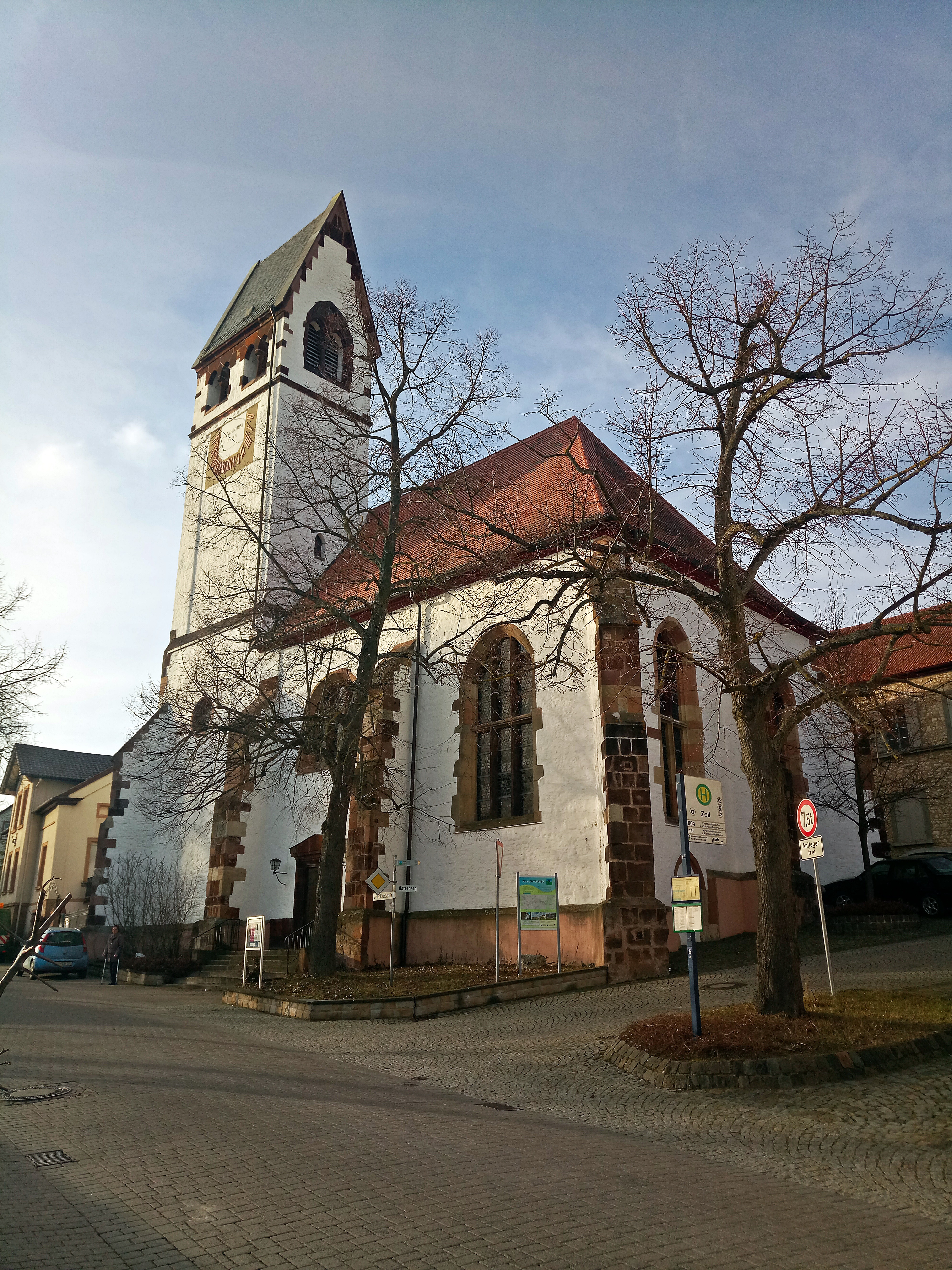
Protestantische Kirche (frühes 18. Jahrhundert)
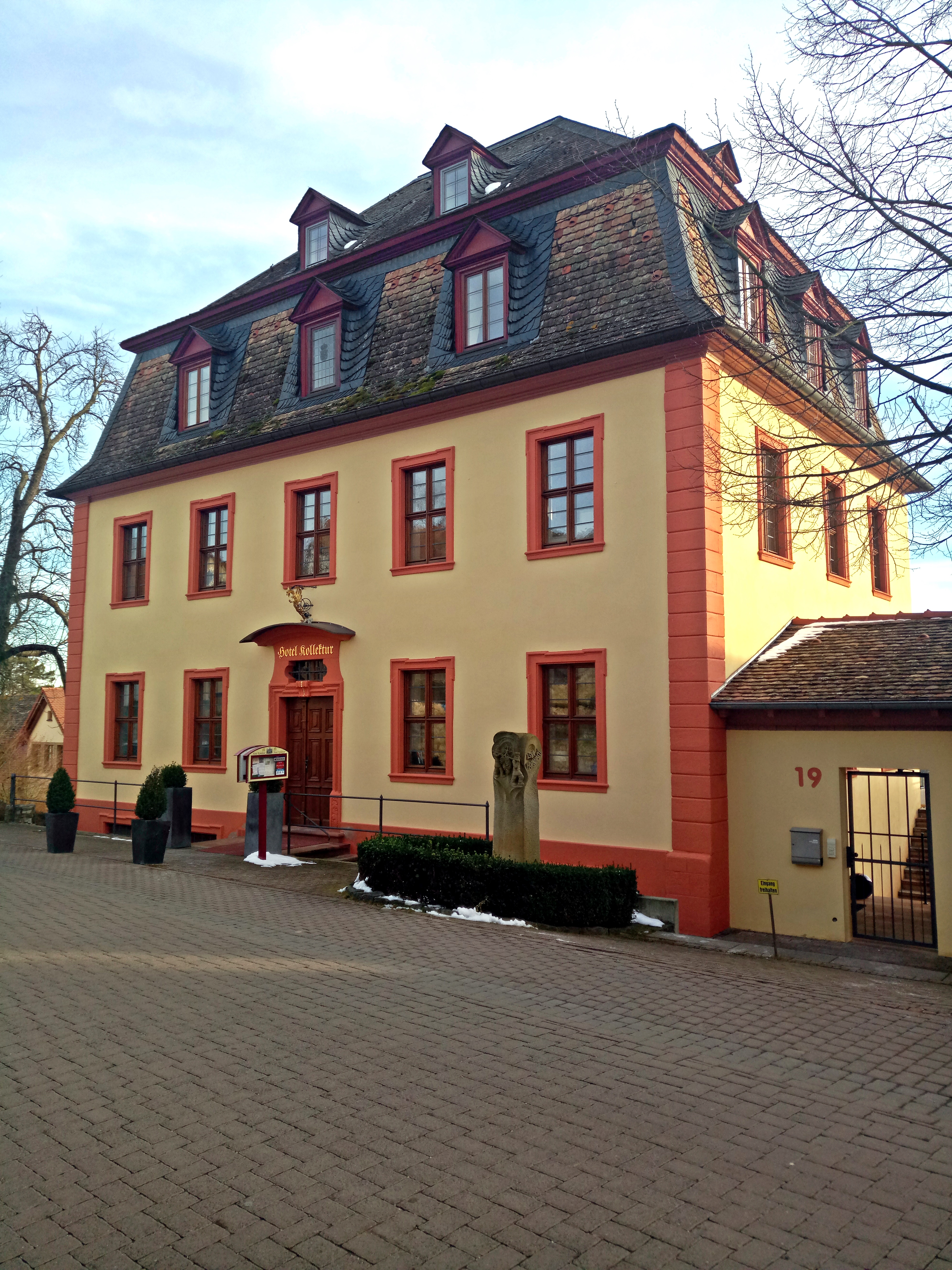
Barockgebäude und heutiges Hotel Kollektur
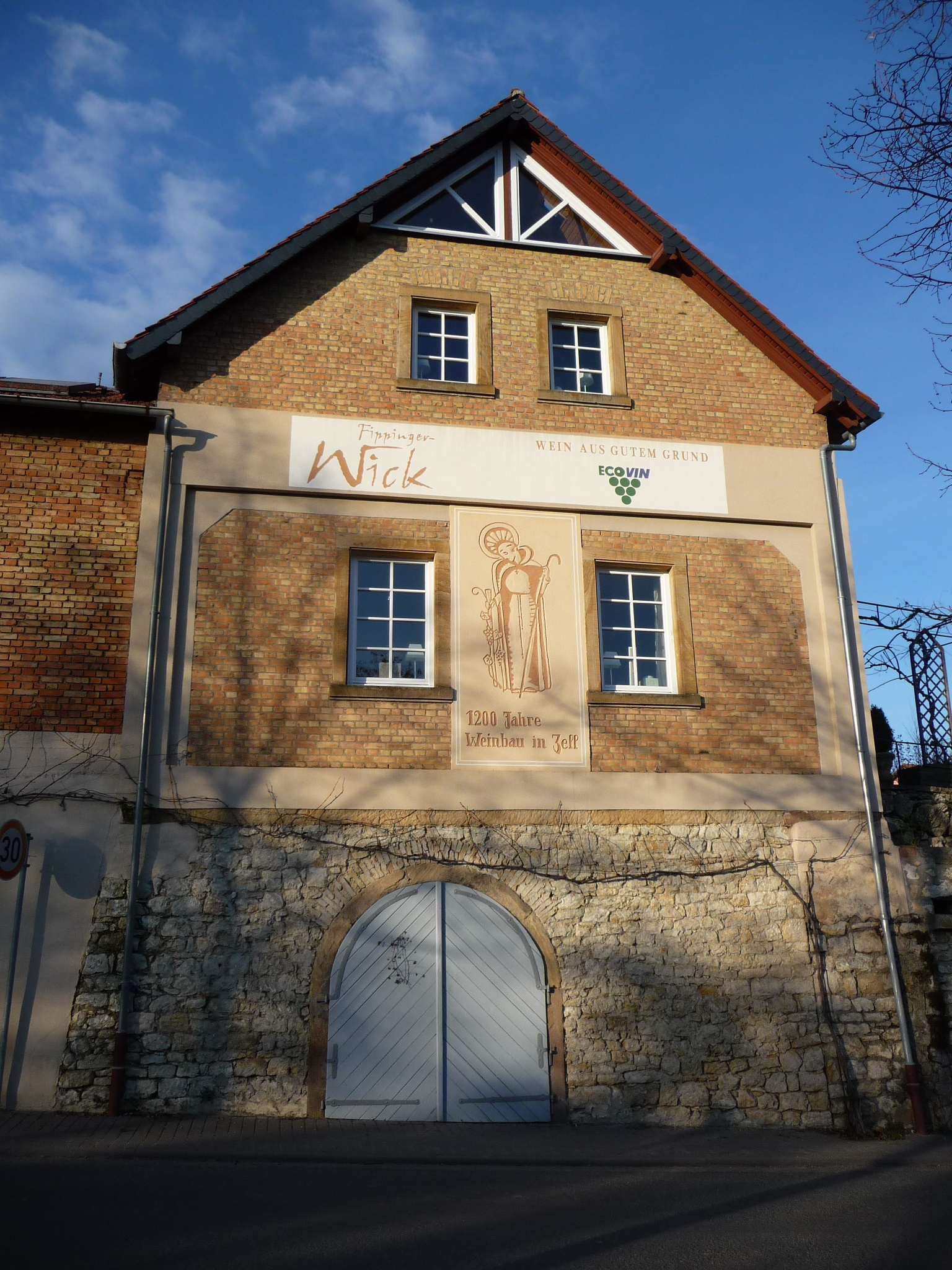
Weingut über altem Keller
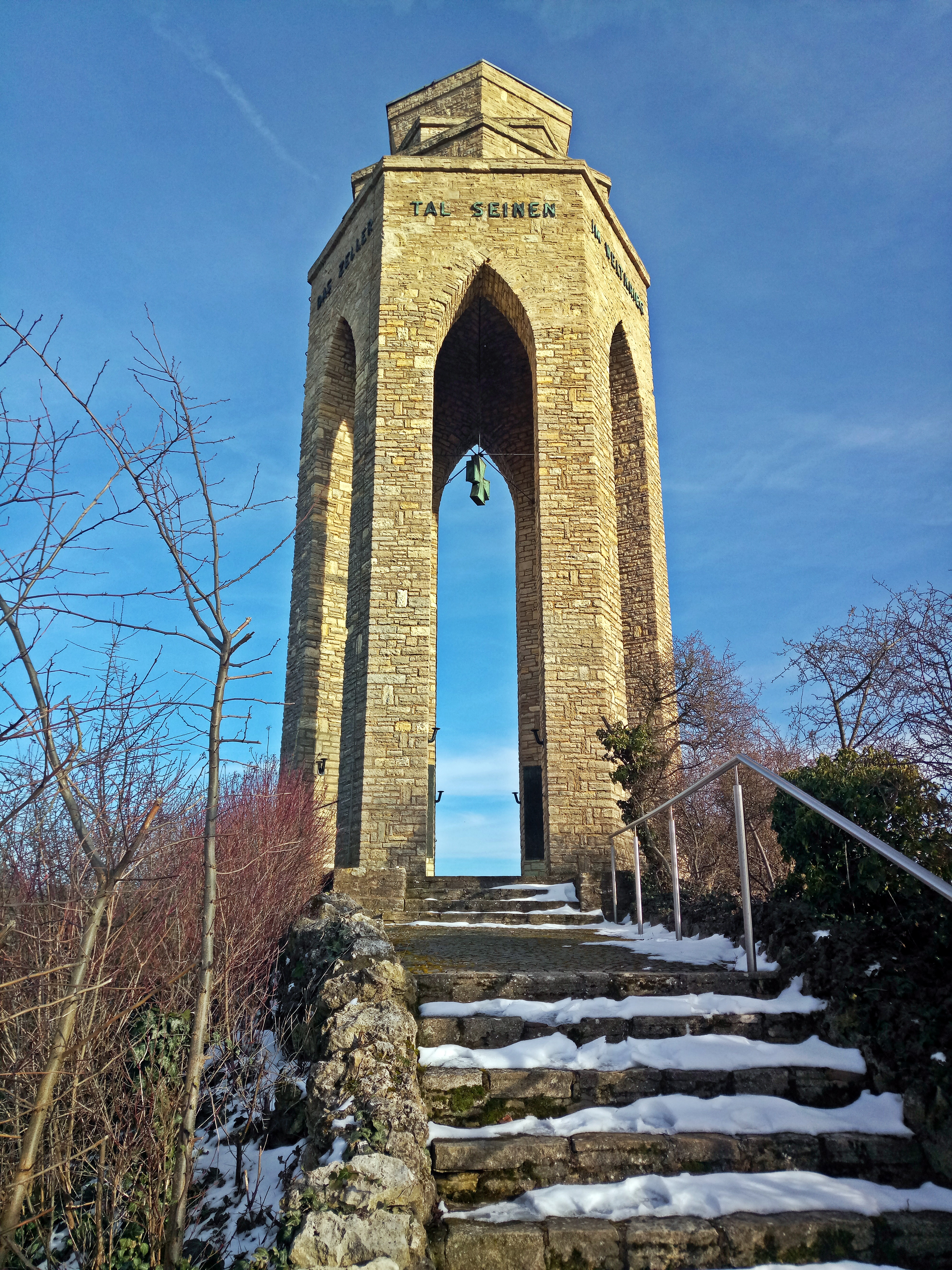
Kriegerdenkmal (Erster Weltkrieg)
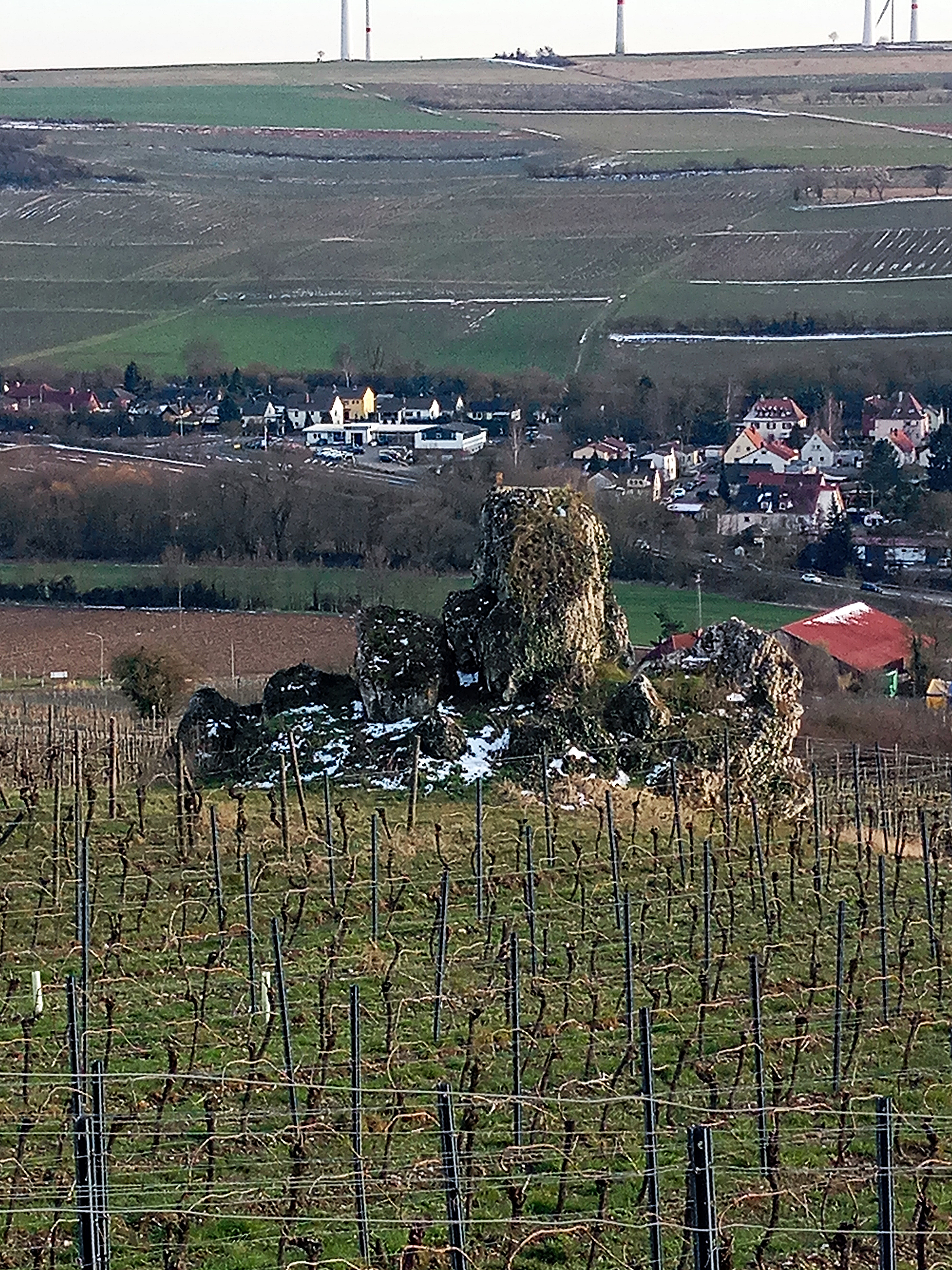
Naturdenkmal Wodansfelsen

## Wirtschaft und Infrastruktur

### Wirtschaft

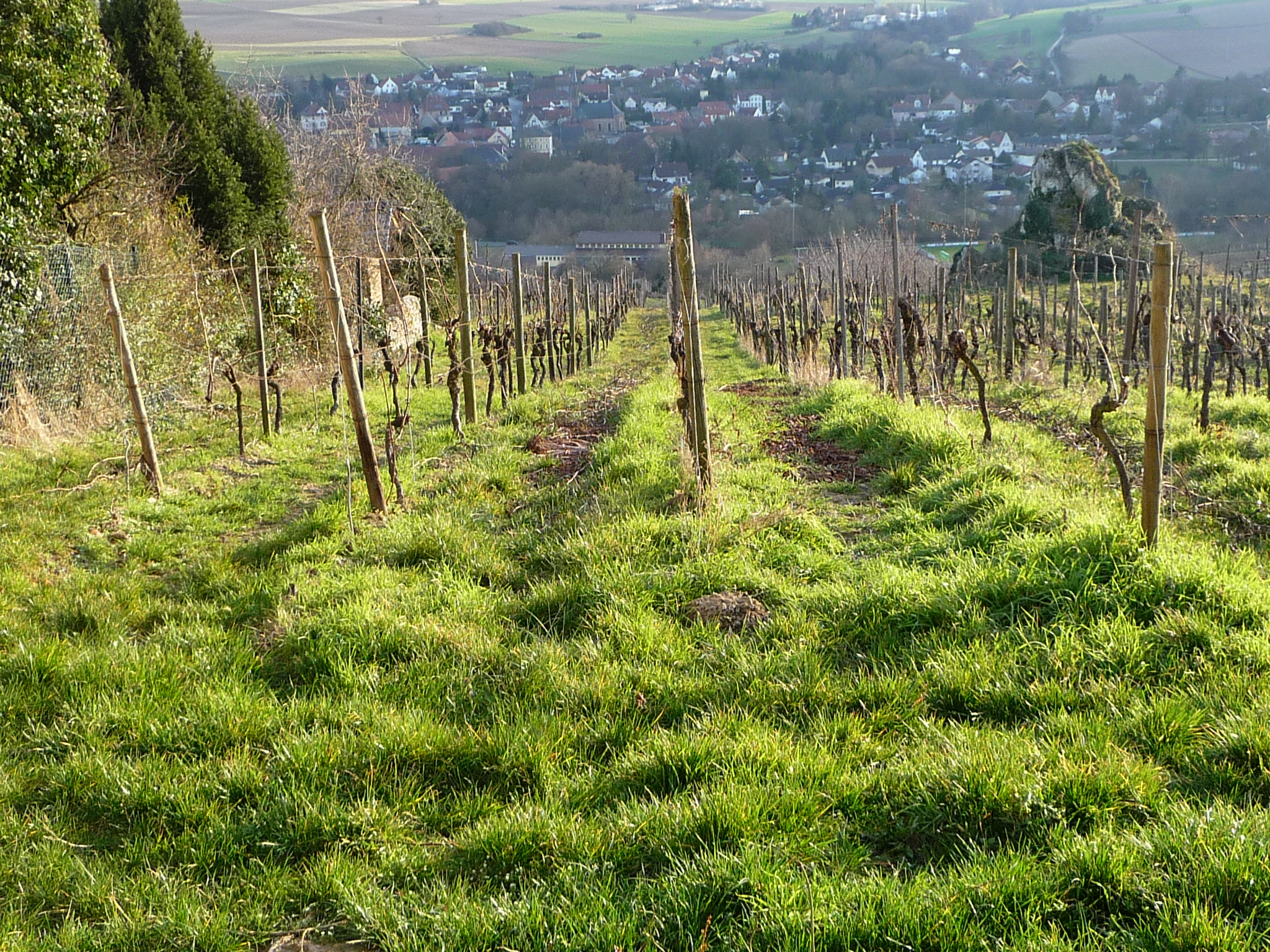
Weinberg oberhalb von Zell

Zell ist ein Winzerort, der zum pfälzischen Weinanbaugebiet gehört. Seine Weinbautradition ist zurück bis ins Jahr 708 dokumentarisch belegt. Neben den Reben gedeihen dank des milden Klimas auch Mandel- und Feigenbäume.

### Verkehr
1873 folgte die Eröffnung der Zellertalbahn; der nächstgelegene Bahnhof entstand im benachbarten Harxheim und trug die Bezeichnung Harxheim-Zell. Der Personenverkehr wurde 1983 eingestellt, 2001 jedoch für Sonn- und Feiertage während der Sommersaison reaktiviert.
Durch den Ort verlaufen die Kreisstraßen 64 und 65. Über die wenige hundert Meter südlich in der Talaue der Pfrimm verlaufende Bundesstraße 47 wird nach jeweils 12 km im Westen die A 63 (Kaiserslautern–Mainz) erreicht, im Osten die A 61 (Koblenz–Speyer).
Zell liegt an der sogenannten „Klosteroute“ der Pfälzer Jakobswege, die bis Worms führt.

## Persönlichkeiten

### Söhne und Töchter des Ortes
- Erhard Cellius (1546–1606), Historiker und Verleger
- Carl Ludwig Golsen (1807–1872), Politiker

### Personen, die vor Ort gewirkt haben
- Hrabanus Maurus (~780–856), Mainzer Erzbischof, ließ die Gebeine Philipps von Zell erheben, in der örtlichen Salvatorkirche beisetzen und verfasste die dortigen Altarinschriften.
- Otto I. (~948–1004), Herzog von Kärnten, ließ nach den Ungarneinfällen die Wallfahrtsstätte Philipps von Zell renovieren.
- Philipp von Helmstatt (1496–1563), Hofmeister bei Bischof Georg von Speyer, dankte 1522 während einer Wallfahrt am Grab Philipps von Zell für die Geburt seiner Töchter.
- Gottfried Renn (1818–1900), Bildhauer, schuf eine Holzfigur, die in der örtlichen Pfarrkirche aufgestellt ist.
- Hermann Poeverlein (1874–1957), Jurist und Botaniker, verbrachte die letzte Zeit seines Lebens vor Ort.